# ایستی‌سو، لنکران
ایستی‌سو 
(به تالشی: Qamo) (به ترکی آذربایجانی: Istisu، شناخته‌شده به‌نام‌های کیروفسک kirovsk و کیروف Kirov تا ۵ اکتبر ۱۹۹۹ میلادی) یک منطقه مسکونی در جمهوری آذربایجان است که در شهرستان لنکران واقع شده‌است. ایستی‌سو ۳۶۳۰ نفر جمعیت دارد.